# インフォーマント!
『インフォーマント!』（原題: The Informant!）は、2009年のアメリカ映画。リジン国際カルテル事件を取り上げたクルト・アイケンウォルドによるノンフィクション『ザ・インフォーマント』を原案としている。

## 概要
1990年代に実際に有った国際価格カルテル事件を元にした作品であり、事件の舞台となるアーチャー・ダニエルズ・ミッドランド社や日本の味の素など、事件に関わった実在の企業や人物が実名で登場する。
企業犯罪の内部告発という社会的な題材であるが、コメディ仕立てで演出されている。

## ストーリー
大企業のアーチャー・ダニエルズ・ミッドランド社で働くウィテカーが、自社の価格協定の陰謀をFBIに告発し、ヒーローになろうとする。

## キャスト
役名： 俳優 （ソフト版日本語吹き替え）
- マーク・ウィテカー： マット・デイモン （小森創介）
- ブライアン・シェパード捜査官：スコット・バクラ （諸角憲一）
- ボブ・ハーンドン捜査官： ジョエル・マクヘイル （檀臣幸）
- ジンジャー・ウィテカー： メラニー・リンスキー （小林さやか）
- ミック・アンドレアス： トム・パパ （志村知幸）
- アレクサンダー・ウィテカー： ルーカス・キャロル
- カーク・シュミット： エディ・ジェイミソン
- リズ・テイラー： ラスティ・シュウィマー
- テリー・ウィルソン： リック・オーヴァートン
- マーク・チェヴィロン： トーマス・Ｆ・ウィルソン
- オーブリー・ダニエル： クランシー・ブラウン

## スタッフ
- 監督：スティーヴン・ソダーバーグ
- 製作：グレゴリー・ジェイコブズ、ジェニファー・フォックス、マイケル・ジャッフェ、ハワード・ブラウンスタン、カート・アイケンウォルド
- 製作総指揮：ジョージ・クルーニー、ジェフ・スコール、マイケル・ロンドン
- 原作：カート・アイケンウォルド
- 脚本：スコット・Z・バーンズ
- 撮影：ピーター・アンドリュース
- プロダクションデザイン：ダグ・ミーアディンク
- 衣装デザイン：ショーシャナ・ルービン
- 編集：スティーヴン・ミリオン
- 音楽：マーヴィン・ハムリッシュ

## 評価
レビュー・アグリゲーターのRotten Tomatoesでは232件のレビューで支持率は79%、平均点は6.80/10となった。Metacriticでは37件のレビューを基に加重平均値が66/100となった。